# Коток 3: Відродження
«Коток: Відродження» (англ. The Mangler Reborn) — американський фільм жахів режисерів Метта Каннінгема і Еріка Гарднера, що вийшов 29 листопада 2005 року одразу на DVD, без попереднього показу в кінотеатрах.

## Сюжет
Двоє злодіїв проникають в будинок інженера-ремонтника Гедлі, який зумів заново зібрати зловісну машину-коток зі старої пральні Білла Гертлі. Злодії не розуміють, що демон, котрий контролює цю машину нікуди не зникав, і одержимий їм Гедлі давно приносить своєму Катку криваві жертви.

## У ролях
| Актор           | Роль           |
| --------------- | -------------- |
| Еймі Брукс      | Джеймі         |
| Реггі Банністер | Рік            |
| Вестон Блекслі  | Гедлі          |
| Скотт Спейпер   | Майк           |
| Джуліана Девер  | Луїза Вотсон   |
| Сара Лілі       | Беатріс Вотсон |
| Рене Доріан     | Гвен           |
| Ретт Джайлс     | Шон            |
| Джефф Бурк      | газонокосар    |